# مغنولية ولفية
ماغنوليا ولفية (الاسم العلمي:Magnolia wolfii) هي نوع من النباتات تتبع جنس الماغنوليا من الفصيلة الماغنولية.